# Màu sắc của bề mặt sao Hỏa

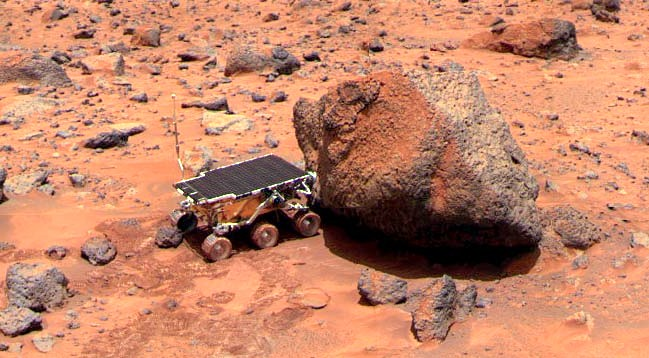
Xe tự hành Sojourner đang phân tích mẫu Đá Yogi (ngày 4 tháng 7 năm 1997)

Bề mặt của hành tinh Sao Hỏa xuất hiện màu đỏ khi nhìn từ xa vì bụi gỉ lơ lửng trong khí quyển. Khi được chụp gần, nó trông giống màu butterscotch, và màu của bề mặt phổ biến khác bao gồm vàng, nâu, nâu và xanh lục, tùy thuộc vào khoáng chất.
Màu sắc rõ ràng của bề mặt sao Hỏa cho phép con người phân biệt nó với các hành tinh khác trong lịch sử loài người và thúc đẩy họ thêu dệt nên những câu chuyện ngụ ngôn về chiến tranh liên quan đến sao Hỏa. Một trong những cái tên được ghi lại sớm nhất của nó, Har decher, nghĩa đen là "Người đỏ" trong tiếng Ai Cập. Màu sắc của nó cũng có thể góp phần liên tưởng đến một điều gì đó độc ác trong chiêm tinh học Ấn Độ, vì nó được đặt tên Angaraka và Lohitanga, cả hai đều phản ánh màu đỏ đặc biệt của sao Hỏa khi nhìn bằng mắt thường. Các robot thám hiểm hiện đại đã chỉ ra rằng không chỉ các bề mặt, mà cả bầu khí quyển phía trên cũng có thể xuất hiện màu đỏ trong điều kiện có ánh sáng mặt trời trên Sao Hỏa.

## Lý do cho màu đỏ và tính mở rộng của nó
Các quan sát hiện đại chỉ ra rằng màu đỏ của sao Hỏa là do lớp da sâu. Bề mặt sao Hỏa trông có màu hơi đỏ chủ yếu là do lớp bụi có mặt ở khắp nơi (các hạt thường nằm trong khoảng từ 3 µm đến 45 µm ) thường độ dày được đo bằng milimet. Ngay cả khi các lớp trầm tích dày nhất của bụi đỏ này xuất hiện, chẳng hạn như khu vực Tharsis, lớp bụi có lẽ không dày hơn (1 feet). Do đó, bụi đỏ về cơ bản là một lớp mặt cực kỳ mỏng trên bề mặt sao Hỏa và không đại diện cho phần lớn cho bề mặt dưới sao Hỏa dưới bất kỳ hình thức nào. 

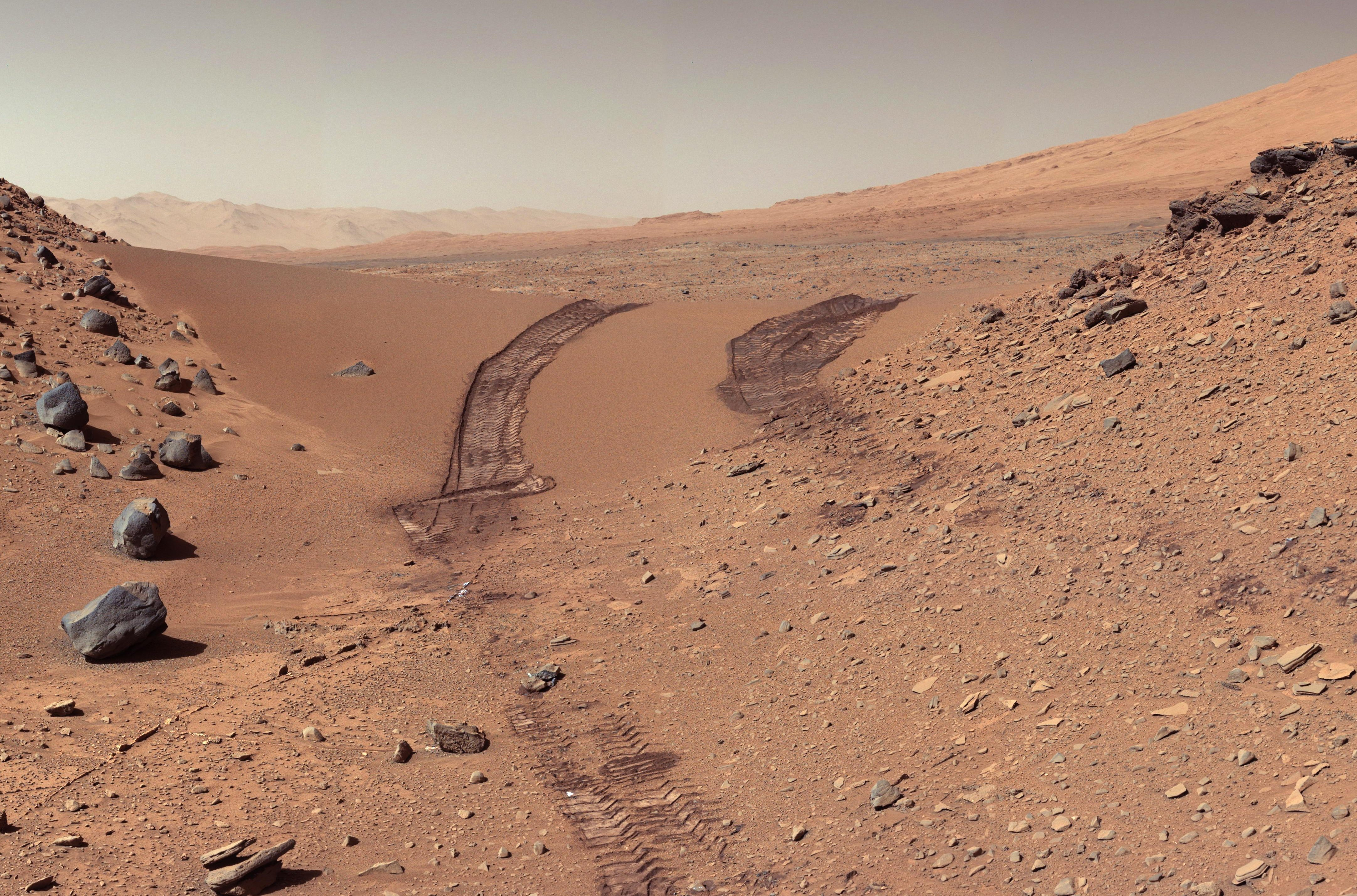
Mặt đất và các tảng đá trên sao hỏa được xe tự hành Curiosity chụp lại vượt qua đụn cát 'Dingo Gap' (9 tháng 2 năm 2014; màu thô).

Bụi trên sao Hỏa có màu đỏ chủ yếu là do các tính chất quang phổ của vật liệu nano oxit sắt (npOx) có xu hướng chiếm ưu thế trong quang phổ nhìn thấy được. Các khoáng chất npOx cụ thể chưa được ràng buộc hoàn toàn, nhưng tinh thể nano đỏ hematit (α-Fe2O3) có thể là do thể tích chi phối điều này, ít nhất là ở dưới độ sâu 100 µm, lấy mẫu âm sắc  của các cảm biến từ xa hồng ngoại như thiết bị OMEGA Mars Express. Phần còn lại của sắt trong bụi, có lẽ chiếm nhiều hơn 50% khối lượng, có thể là trong titan làm giàu magnetite (Fe3O4).  Magnetite thường có màu đen với một vệt đen, và không đóng góp vào màu đỏ của bụi.
Phần khối lượng của các nguyên tử clo và lưu huỳnh trong bụi lớn hơn lượng đã được tìm thấy (bởi Mars Exploration Rover và xe Spirit và xe Opportunity) trong các loại đất tại miệng núi lửa Gusev và Meridiani Planum. Lưu huỳnh trong bụi cũng cho thấy mối tương quan tích cực với npOx. Điều này cho thấy rằng sự thay đổi hóa học rất hạn chế bởi các màng nước muối mỏng (được tạo điều kiện bởi sự hình thành băng từ H2O trong khí quyển) có thể tạo ra một số npOx. Ngoài ra, các quan sát viễn thám về bụi khí quyển (cho thấy sự khác biệt nhỏ về thành phần và kích thước hạt so với bụi bề mặt), cho thấy khối lượng hạt bụi bao gồm khoáng chất plagioclase feldspar và zeolit, cùng với các thành phần pyroxene và olivin nhỏ. Vật liệu như vậy có thể được tạo ra dễ dàng thông qua xói mòn cơ học từ các bazan giàu fenspat, như đá ở vùng cao nguyên phía nam trên sao Hỏa. Nói chung, những quan sát này cho thấy rằng bất kỳ sự thay đổi hóa học nào của bụi từ các hoạt động của nước là rất nhỏ.

## Sự xuất hiện của các vật liệu nano oxit sắt (npOx) trong bụi
Có một số quá trình có thể tạo ra npOx như một sản phẩm oxy hóa mà không có sự tham gia của oxy tự do (O2). Một hoặc nhiều quá trình trong số đó có thể dã diễn ra phổ biến trên Sao Hỏa, vì mô hình khí quyển theo thang thời gian địa chất chỉ ra rằng O2 tự do (được tạo ra chủ yếu thông qua quá trình quang dẫn của nước (H2O))  có thể luôn là thành phần dấu vết với áp suất riêng phần không quá 0,1 micropascal (μPa).

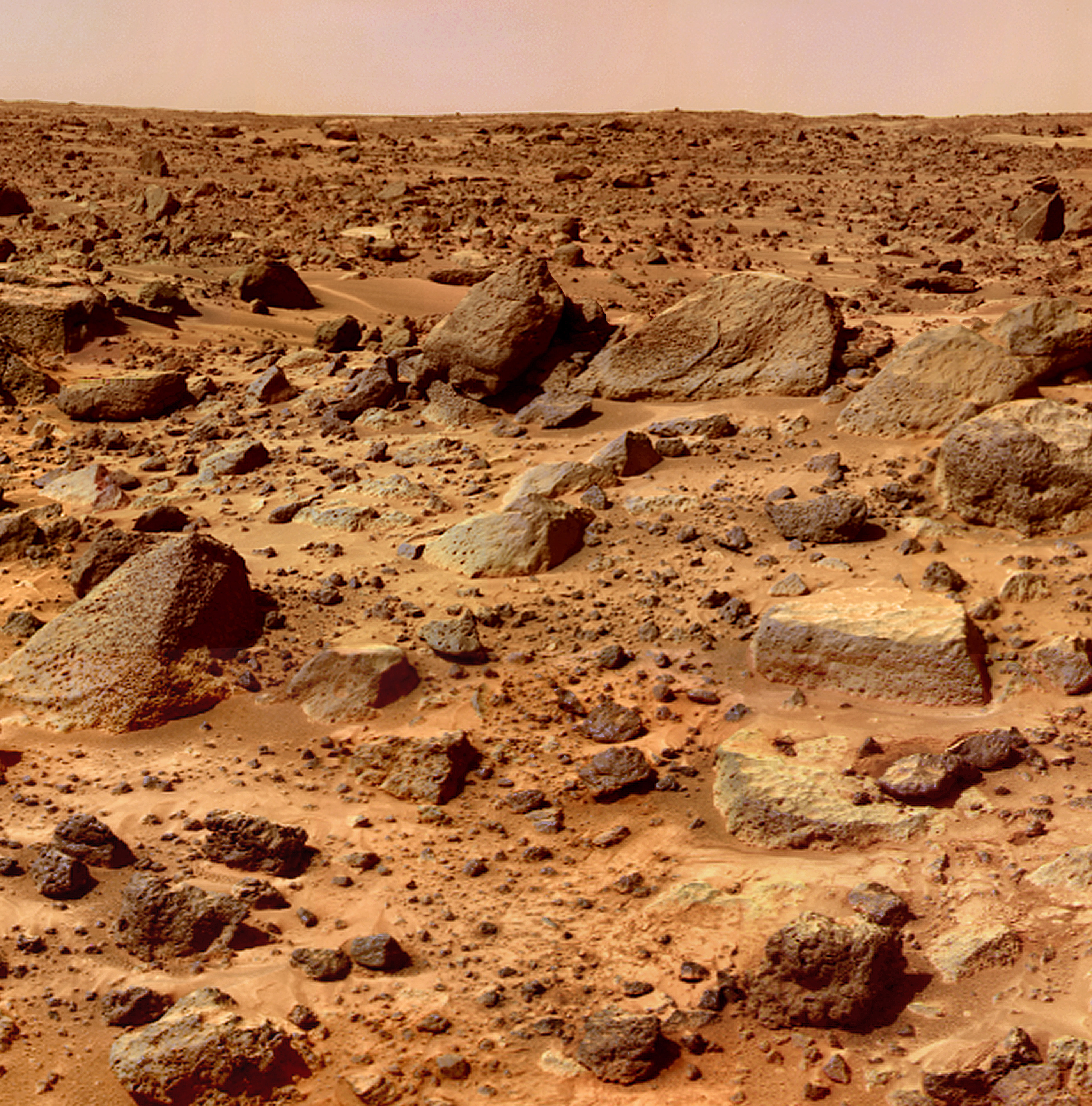
Bề mặt Sao Hỏa dạng đá rải được chụp bởi Mars Pathfinder (ngày 4 tháng 7 năm 1997)

Một quá trình phụ thuộc oxy- (O2) liên quan đến phản ứng hóa học trực tiếp của sắt kim loại (Fe2+) (thường có trong khoáng chất tạo lửa điển hình) hoặc sắt kim loại (Fe) với nước (H2O) để tạo ra sắt sắt (Fe3+(dung dịch)), thường tạo thành hydroxide ví dụ như goethite (FeO•OH)  trong điều kiện phòng thí nghiệm. Mặc dù phản ứng này với nước (H2O) bị biến dạng về mặt nhiệt động, tuy nhiên, nó có thể được duy trì bởi sự thất thoát nhanh chóng của sản phẩm phụ phân tử hydro (H2). Phản ứng có thể được tạo điều kiện thuận lợi hơn bằng carbon dioxide (CO2) và sulfur dioxide (SO2), làm giảm độ pH của màng nước muối làm tăng nồng độ của các ion hydro oxy hóa (H+).
Tuy nhiên, cần nhiệt độ cao hơn (khoảng 300 °C) cần thiết để phân hủy các hydroxide Fe3+ (oxy) như goethite thành hematit. Sự hình thành của tephra palagonitic ở sườn trên của núi lửa Mauna Kea có thể phản ánh các quá trình như vậy, phù hợp với sự tương đồng quang phổ và từ trường hấp dẫn giữa tephra palagonitic và bụi sao Hỏa. Mặc dù cần phải có các điều kiện động học như vậy, điều kiện khô cằn và pH thấp trên Sao Hỏa (như màng nước muối diurnal) có thể dẫn đến sự biến đổi cuối cùng của goethite thành hematit do sự ổn định nhiệt động lực học sau này.
Fe và Fe2+ cũng có thể bị oxy hóa do hoạt động của hydro peroxide (H2O2). Mặc dù sự có mặt của H2O2 trong bầu khí quyển sao Hỏa rất thấp, nó vẫn tồn tại theo thời gian và nó là chất oxy hóa mạnh hơn nhiều so với H2O. Quá trình thúc đẩy oxy hóa H2O2 thành Fe3+ (thường là chất ngậm nước), đã được quan sát bằng thực nghiệm. Ngoài ra, tính phổ biến của quang phổ α-Fe2O3, nhưng không phải là khoáng chất Fe3+ ngậm nước củng cố khả năng rằng npOx có thể được hình thành ngay cả khi không có các chất trung gian biến dạng nhiệt động như geothite.
Cũng có bằng chứng cho thấy hematit có thể được hình thành từ Magnetit thông qua quá trình xói mòn. Các thí nghiệm tại phòng thí nghiệm mô phỏng sao Hỏa của Đại học Aarhus ở Đan Mạch cho thấy rằng khi một hỗn hợp của bột magnetide, cát thạch anh, và các hạt bụi thạch anh đổ vào trong một bình chưng cất, một số các magnetite đã chuyển đổi để tạo thành hematit, có màu đỏ. Giải thích được đề xuất cho hiệu ứng này là khi thạch anh bị đóng băng do sự mài giũa, một số liên kết hóa học nhất định bị phá vỡ ở các bề mặt mới tiếp xúc; khi các bề mặt này tiếp xúc với từ tính, các nguyên tử oxy có thể được chuyển từ bề mặt thạch anh sang từ tính, tạo thành hematit.

## Bầu trời đỏ trên sao Hỏa
Khoảng màu sắc thực tế trong hình ảnh chụp tại chỗ từ các nhiệm vụ của Mars Pathfinder và Mars Explective Rover cho thấy bầu trời sao Hỏa cũng có thể xuất hiện màu đỏ. Hấp thụ ánh sáng mặt trời trong phạm vi 0,4-0,6 µm của các hạt bụi có thể là lý do chính cho màu đỏ của bầu trời. Một đóng góp bổ sung có thể đến từ sự thống trị của tán xạ photon bởi các hạt bụi tại bước sóng 3 µm, nằm trong phạm vi gần hồng ngoại, trên tán xạ Rayleigh bởi các phân tử khí.